# بل آمی
بل آمی (به فرانسوی: Bel Ami) رمانی نوشته گی دو موپاسان، نویسندهٔ اهل فرانسه است. این رمان یکی از مشهورترین نوشته‌های ادبی فرانسه است.
علی‌اصغر سروش و پرویز شهدی این رمان را به فارسی برگردانده‌اند.